# Daniel Maldini
Daniel Maldini (sinh ngày 11 tháng 10 năm 2001) là một cầu thủ bóng đá chuyên nghiệp người Ý thi đấu ở vị trí tiền vệ tấn công cho câu lạc bộ Atalanta BC tại Serie A và đội tuyển quốc gia Ý.
Vào đầu năm 2020, Maldini từng được bầu vào vị trí thứ 46 trong Bảng xếp hạng "Cầu thủ trẻ xuất sắc nhất năm".

## Đầu đời
Maldini sinh ra tại Milan, là con trai của cựu cầu thủ Paolo Maldini và cựu người mẫu người Venezuela Adriana Fossa, đồng thời là cháu nội của cựu cầu thủ/huấn luyện viên Cesare Maldini. Cả cha và ông nội anh đều là cầu thủ bóng đá thi đấu và từng đeo băng đội trưởng trong màu áo A.C. Milan và đại diện cho đội tuyển quốc gia Ý; riêng Cesare còn thành công trên cả sự nghiệp huấn luyện. Trong khi cả cha và ông nội chơi ở vị trí hậu vệ, Daniel lại chơi ở hàng tiền đạo hoặc vị trí tiền vệ công. Người anh trai của Daniel, Christian, cũng là một cầu thủ bóng đá tốt nghiệp ở học viện trẻ của Milan nhưng phải chơi ở các giải hạng dưới.

## Sự nghiệp câu lạc bộ

### Đội trẻ
Mùa bóng 2017-18 trong màu áo U-17 Milan, Daniel ghi 13 bàn sau 23 trận ra sân, còn ở mùa 2018-19 khi khoác áo đội U-18 Milan, anh có 9 bàn sau 22 trận trên mọi đấu trường. Tại giải giao hữu trước thềm mùa bóng mới International Champions Cup 2019, Daniel ra sân trong đội hình xuất phát trong trận gặp Bayern Munich.

### Đội một
Daniel có trận ra mắt chính thức cho đội một của Milan trong trận hòa 1–1 Serie A trên sân nhà trước Hellas Verona vào ngày 2 tháng 2 năm 2020, khi vào sân thay người ở phút giờ thay thế Samu Castillejo. Chính nhờ ra sân trận đấu trên, Daniel đã ghi dấu lịch sử giải vô địch bóng đá Ý khi trở thành cầu thủ bóng đá thế hệ thứ ba của một gia đình - dòng họ Maldini thi đấu tại Serie A cho A.C. Milan, sau người cha Paolo và ông nội Cesare.
Ngày 25 tháng 9 năm 2021, Daniel ghi bàn mở tỷ số trong trận đấu Milan thắng Spezia 2-1 trong lần đầu tiên được đá chính ở Serie A, đây là bàn thắng đầu tiên của Daniel ở Serie A, và anh trở thành người thứ ba của gia đình Maldnini ghi bàn ở Serie A sau ông nội Cesare và nguời cha Paolo.
Vì là con trai của Paolo Maldini nên ở AC Milan Daniel Maldini có quyền mặc áo số 3 của bố nhưng anh đã không chọn số áo này.
Vào ngày 22 tháng 5 năm 2022, anh đã giành được chiếc cúp đầu tiên của mình, chức vô địch Serie A, giống như cha anh, Paolo Maldini và ông nội, Cesare Maldini trước anh.

## Thống kê sự nghiệp

### Câu lạc bộ
Tính đến ngày 25 tháng 2 năm 2022
| Câu lạc bộ          | Mùa giải            | Giải vô địch        | Giải vô địch | Giải vô địch | Cúp  | Cúp | Châu lục | Châu lục | Khác | Khác | Tổng cộng | Tổng cộng |
| Câu lạc bộ          | Mùa giải            | Hạng đấu            | Trận         | Bàn          | Trận | Bàn | Trận     | Bàn      | Trận | Bàn  | Trận      | Bàn       |
| ------------------- | ------------------- | ------------------- | ------------ | ------------ | ---- | --- | -------- | -------- | ---- | ---- | --------- | --------- |
| AC Milan            | 2019–20             | Serie A             | 2            | 0            | 0    | 0   | —        | —        | —    | —    | 2         | 0         |
| AC Milan            | 2020–21             | Serie A             | 5            | 0            | 0    | 0   | 4        | 0        | —    | —    | 9         | 0         |
| AC Milan            | 2021–22             | Serie A             | 8            | 1            | 2    | 0   | 3        | 0        | —    | —    | 13        | 1         |
| AC Milan            | Tổng cộng           | Tổng cộng           | 15           | 1            | 2    | 0   | 7        | 0        | 0    | 0    | 24        | 1         |
| Spezia (mượn)       | 2022–23             | Serie A             | 18           | 2            | 2    | 1   | —        | —        | —    | —    | 20        | 3         |
| Empoli (mượn)       | 2023–24             | Serie A             | 7            | 0            | 0    | 0   | —        | —        | —    | —    | 7         | 0         |
| Monza (mượn)        | 2023–24             | Serie A             | 11           | 4            | —    | —   | —        | —        | —    | —    | 11        | 4         |
| Monza               | 2024–25             | Serie A             | 0            | 0            | —    | —   | —        | —        | —    | —    | 0         | 0         |
| Tổng cộng sự nghiệp | Tổng cộng sự nghiệp | Tổng cộng sự nghiệp | 51           | 7            | 4    | 1   | 7        | 0        | 0    | 0    | 62        | 8         |

## Danh hiệu
AC Milan
- Serie A: 2021–22